# Stefan Jacobsson (fotbollstränare)
Stefan Jacobsson, född 29 oktober 1965, är en svensk fotbollstränare.
Jacobsson är från Moholm och var under sin spelarkarriär som högst på division 3-nivå. Som fotbollstränare har han lett A-lagen i Tibro AIK, Skövde AIK och Karlstad BK. Därefter ledde han ungdomsakademin i Degerfors IF, innan han sommaren 2016 blev ny huvudtränare för Degerfors A-lag, en post han hade till och med säsongen 2019.
I november 2019 blev Jacobsson klar som ny huvudtränare i GAIS. I januari 2022 kom Gais och Jacobsson överens om att bryta kontraktet. I maj 2023 ersatte Jacobsson Per-Ola Ljung som huvudtränare för Trelleborgs FF.